# Усередині Емі Шумер
«Усередині Емі Шумер» або «Всередині Емі Шумер» (англ. Inside Amy Schumer) — американський комедійний телесеріал у форматі скетч-шоу, створений акторкою-комедіанткою Емі Шумер, яка також виконала головну роль. У 2013—2016 роках серіал транслювався на кабельному каналі Comedy Central, восени 2022 року розпочався показ нового, п'ятого сезону на каналі Paramount+. Виконавчі продюсери шоу — Емі Шумер і Даніель Павелл. Серіал здобув премію Пібоді і дві прайм-тайм премії «Еммі» (з восьми номінацій).
Прем'єра першого сезону відбулася 30 квітня 2013 року. У травні 2013 року шоу продовжене на другий сезон, у червні 2014-го — на третій, у квітні 2015-го — на четвертий, прем'єрний показ якого відбувся 21 квітня — 16 червня 2016 року. 6 січня 2016 року шоу було продовжено на п'ятий сезон, але в серпні 2016 року з'явилася інформація про скасування шоу, проте Емі Шумер спростувала «скасування», повідомивши про перерву у виробництві серіали через необхідність акторки зосередитися на гастролях. У березні 2019 року в інтерв'ю «Нью-Йорк таймс» Шумер повідомила, що має контракт на виробництво ще одного сезону. 24 лютого 2021 року заявлено, що на каналі Paramount+ вийде п'ять спеціальних випусків. 20 вересня 2022 року Емі Шумер повідомила про повернення серіалу на каналі Paramount+ у вигляді повноцінного сезону із п'яти епізодів. Тож, після шестирічної перерви, 20 жовтня 2022 року, були показані два перший епізоди «Gratitude» та «Fart Park» оновленого п'ятого сезону. Решта епізодів заплановано показувати раз на тиждень, вони вийшли 27 жовтня, 3 і 10 листопада 2023 року. У майбутньому епізоди транслюватимуться на Comedy Central.

## Структура шоу
Кожен епізод поділений на кілька сегментів різної тривалості — скетчі, короткі уривки стендап-комедії та вуличні інтерв'ю із «випадковими перехожими». Переважна більшість епізодів закінчується інтерв'ю незвичайної людини, часто стосовно сексуальності або гендерних ролей. Емі Шумер — єдина особа, яка фігурує в кожному епізоді та кожному сегменті. У своєму п'ятому сезоні шоу скасували всі сегменти стендапу та інтерв'ю та додали частково анімаційні музичні номери.

## Епізоди
| Сезон | Кількість епізодів | Прем'єрний показ | Прем'єрний показ  |
| Сезон | Кількість епізодів | Початок          | Завершення        |
| ----- | ------------------ | ---------------- | ----------------- |
| 1     | 10                 | 30 квітня 2013   | 2 липня 2013      |
| 2     | 10                 | 1 квітня 2014    | 3 червня 2014     |
| 3     | 10                 | 21 квітня 2015   | 7 липня 2015      |
| 4     | 9                  | 21 квітня 2016   | 16 червня 2016    |
| 5     | 5                  | 20 жовтня 2022   | 10 листопада 2022 |

## Акторський склад

### Основний акторський склад
Формат шоу передбачає використання великої кількості персонажів, отже в серіалі знімалася велика кількість акторів. Серед тих, хто брав участь щонайменше у чотирьох сезонах:
- Емі Шумер
- Патрік Бонк
- Меган Вольф
- Букер Гаррет
- Джон Глазер
- Роберт З. Грант
- Свонн Груен
- Майк Г'юстон
- Кайл Данніган
- Грейс Едвардс
- Кім Карамел
- Рок Колі
- Курт Мецгер
- Халіл Мухаммад
- Джонні Норвел
- Елана О'Браєн
- Деніел Павелл
- Брендон Т. Снайдер
- Майкл Торпі
- Раян Фаррелл
- Рейчел Фейнштейн
- Карен Чемберлен
- Маргарет Роуз Шампань
- Менді Шмідер

Окрім професійних акторів і коміків, участь у шоу беруть інші знаменитості: колишні футболісти Грег Олсен та Вернон Девіс, телеведучі Кріссі Тейген та Майкл Стрейхен, письменник Тім Ганн, порноакторка-трассексуал Бейлі Джей та інші. Деякі із запрошених зірок знімалися одразу в кількох епізодах різних сезонів серіалу: Джош Чарльз, Бріджет Еверетт, Міссі Пайл.

### Список запрошених зірок «Усередині Емі Шумер»
- Ф. Мюррей Абрагам
- Патриція Аркетт
- Майк Бірбілья[en]
- Кріс Бітем[en]
- Майкл Ієн Блек[en]
- Томмі Боенон[en]
- Зак Брафф
- Стів Бушемі
- Алі Вонг[en]
- Патрік Ворбертон
- Дженніфер Гадсон
- Тім Ганн[en]
- Джанін Гарофало[en]
- Білл Гейдер
- Кріс Гетард[en]
- Мейв Гіґґінс[en]
- Ілана Глейзер[en]
- Джон Гокс
- Джефф Голдблюм
- Селена Гомес
- Ліна Данем
- Пол В. Даунс[en]
- Вернон Девіс[en]
- Нор Девіс[en]
- Пол Джаматті
- Бейлі Джей
- Еббі Джейкобсон[en]
- Джейк Джилленгол
- Меггі Джилленгол
- Нік Ді Паоло[en]
- Джон Доре[en]
- Рейчел Дретч[en]
- Бріджет Еверетт[en] (кілька епізодів, виконання пісень)
- Скотт Едсіт[en]
- Еббі Елліотт
- Генрі Жебровські[en]
- Сашир Замата[en]
- Вінсент Картайзер[en]
- Денніс Квейд
- Колін Квінн[en]
- Кевін Кейн
- Еллі Кемпер
- Кевін Кеннон[en]
- Рег Е. Кеті[en]
- Джессі Кляйн[en]
- Енді Коен[en]
- Нік Кролл[en]
- Дженніфер Кулідж
- Ентоні Кумія[en]
- Наташа Лайонн
- Лайза Лампанеллі[en]
- Наташа Леггеро[en]
- Арті Ленг[en]
- Грета Лі[en]
- Лора Лінні
- Джулія Луї-Дрейфус
- Адріан Мартінес
- Лін-Мануель Міранда
- Роб Морроу[en]
- Джуліанн Мур
- Білл Най
- Кеті Наджимі[en]
- Кумейл Нанджіані
- Ліам Нісон
- Марк Норманд[en]
- Джим Нортон[en]
- Тіг Нотаро
- Грег Олсен[en]
- Міссі Пайл (кілька епізодів)
- Кріс Парнелл[en]
- Паркер Поузі
- Джордж Ріддл[en]
- Ембер Роуз
- Джеррі Сайнфелд
- Майкл Стрейхен[en]
- Кріссі Тейген[en]
- Ембер Темблін
- Тіна Фей
- Джим Флорентайн[en]
- Америка Феррера
- Джош Чарльз (кілька епізодів різних сезонів)
- Роб Шнайдер
- Method Man (Кліффорд Сміт молодший)
- Questlove[en] (Амір-Халіб Томпсон)

## Сприйняття
Шоу було зустрінуте загалом позитивними відгуками. Перший сезон отримав середню зважену оцінку 66 зі 100 на Metacritic на основі восьми відгуків-оглядів, що вказує на «загалом схвальні відгуки». Критики ще позитивніше поставилися до другого та третього сезонів, які отримали 74 та 71 бал відповідно. Третій сезон також отримав 100 % рейтинг схвалення на Rotten Tomatoes на основі відгуків від 10 критиків із середньою оцінкою 10 із 10. Критичний консенсус сайту стверджує: «Гострий і спонукаючий до роздумів третій сезон „Усередині Емі Шумер“ демонструє більше соціальної значущості та самопринизливого дотепу, якого чекали шанувальники серіалу». У 2015 році серіал був удостоєний премії Пібоді. Четвертий сезон серіалу отримав на Metacritic оцінку 62.

## Міжнародна трансляція
У 2014—2020 роках серіал «Усередині Емі Шумер» транслювався в Австралії на каналі ABC, пізніше він перейшов на канал «10 Shake». У Великій Британії та Ірландії він транслюється в мережах Viacom — головним чином, на Comedy Central, Comedy Central Extra та VH1.